# Carole Gallagher

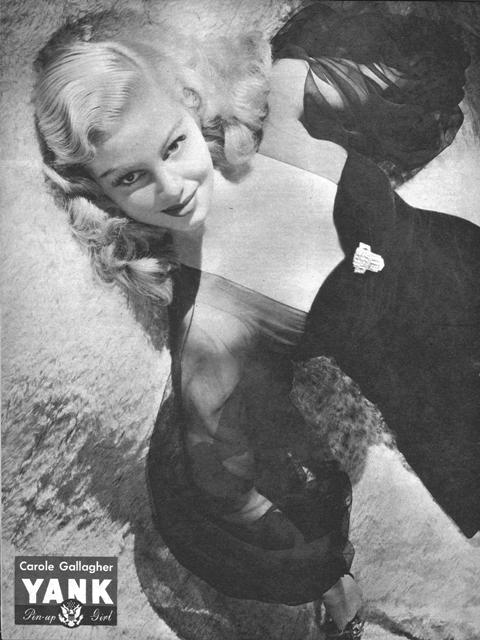
Carole Gallagher auf einem Pin-up des Yank Magazines, Februar 1944

Carole Gallagher (* 24. Februar 1923 in San Francisco, Kalifornien; † 29. August 1966 in Los Angeles, Kalifornien) war eine US-amerikanische Filmschauspielerin, die in den 1940er-Jahren aktiv war.

## Leben
Carole Gallagher wurde am 24. Februar 1923 als erstes von insgesamt vier Kindern einer Anwaltsfamilie in San Francisco geboren. Sie wuchs in Santa Monica auf und hegte bereits früh den Wunsch, Schauspielerin zu werden. Nach ihrem Highschoolabschluss ging sie nach Hollywood, um dort Schauspielunterricht zu nehmen.
Gallaghers Filmkarriere begann 1942 mit einem Vertrag bei Metro-Goldwyn-Mayer, der ihr anfangs jedoch nur kleine Nebenrollen einbrachte. Ihre erste größere Rolle bekam Gallagher 1943 in The Falcon and the Co-eds. 1943 folgte eine weitere wichtige Nebenrolle in Girl Crazy an der Seite von Mickey Rooney und Judy Garland. 1944 spielte sie in The Falcon Out West mit, der zur gleichen Filmreihe wie The Falcon and the Co-eds gehörte. Im selben Jahr beendete Gallagher ihre Filmkarriere kurzfristig, um sich um ihre Familie zu kümmern.
Gallagher hatte im Januar 1943 den Schauspieler Dick Foran geheiratet. Der gemeinsame Sohn Sean kam am 14. Februar 1944 zur Welt. Nur wenige Monate später wurde die Ehe im September 1944 jedoch wieder geschieden. Nach Affären mit Howard Hughes und dem Schauspieler Craig Lawrence heiratete sie am 27. November 1946 den Schauspieler Jimmie Ferrara.
1947 kehrte Gallagher nach drei Jahren Pause auf die Filmleinwand zurück. Nach mehreren weiteren Nebenrollen drehte Gallagher 1949 mit Du warst unser Kamerad ihren letzten Film, um sich anschließend endgültig ins Privatleben zurückzuziehen.
Gallaghers Ehe mit Ferrara wurde Anfang der 1950er-Jahre geschieden. Ende der 1950er-Jahre heiratete sie ein drittes Mal, ließ sich nach einigen Jahren jedoch erneut scheiden. Eine vierte und letzte Ehe ging sie 1964 mit dem Weltkriegsveteranen Leroy Vincent McPeek ein.
Carole Gallagher starb am 29. August 1966 im Alter von nur 43 Jahren in Los Angeles. Über die Todesursache ist nichts bekannt. Ihr Witwer Leroy Vincent McPeek starb nur ein knappes Jahr später am 21. Mai 1967.

## Filmografie
- 1942: Personalities
- 1943: Gangway for Tomorrow
- 1943: The Falcon and the Co-eds
- 1943: Girl Crazy
- 1944: The Falcon Out West
- 1947: Hit Parade of 1947
- 1948: Secret Service Investigator
- 1948: The Denver Kid
- 1948: Homicide for Three
- 1948: Blondie’s Secret
- 1949: Du warst unser Kamerad (Sands of Iwo Jima)